# Cryptolepis nugaalensis
Cryptolepis nugaalensis är en oleanderväxtart som beskrevs av Venter och Thulin. Cryptolepis nugaalensis ingår i släktet Cryptolepis och familjen oleanderväxter. Inga underarter finns listade i Catalogue of Life.